# Список членов Сената Олий Мажлиса Узбекистана (2020—2025)

Список членов Сената Олий Мажлиса Узбекистана «четвёртого созыва» содержит имена представителей областей, Республики Каракалпакстан и города Ташкента, избранных 16—17 января 2020 года в местных Кенгашах народных депутатов.

## Кенгаш Сената
- Председатель Сената — Нарбаева, Танзила Камаловна
- Первый заместитель председателя Сената — Сафаев, Садык Салихович
- Заместители председателя Сената:
  - Камалов, Мурат Каллибекович (Ерниязов, Муса Тажетдинович[1])
  - Низамходжаев, Зайниддин Махаматович (по совместительству — председатель Комиссии по регламенту и этике)
- Председатели комитетов Сената:
  - по вопросам международных отношений, внешнеэкономических связей, иностранных инвестиций и туризма — Алимов, Равшанбек Азадбекович
  - по вопросам бюджета и экономических реформ — Гадоев, Эркин Файзиевич
  - по судебно-правовым вопросам и противодействию коррупции — Матмуратов, Батир Джолдасович
  - по вопросам обороны и безопасности — Бурханов, Кутбидин Нукритдинович
  - по вопросам науки, образования и здравоохранения — Махмудова, Робахон Анваровна
  - по вопросам женщин и гендерного равенства — Эшматова, Феруза Фарходовна
  - по вопросам молодежи, культуры и спорта — Сайфуллаев, Бахтиёр Сайфуллаевич
  - по аграрным, водохозяйственным вопросам и экологии — Тажиев, Баходыр Садуллаевич

## Персональный состав Сената

### Назначенные Президентом Узбекистана
1. Аюпов, Шавкат Абдуллаевич
2. Баситханова, Эльмира Иркиновна
3. Маматов, Рахмат Тошназарович[2][3]
4. Рафиков, Кудратулла Мирсагатович
5. Рахманкулов, Мир-Акбар Ходжи-Акбарович
6. Саидов, Сирожиддин Салохович
7. Сайфуллаев, Бахтиёр
8. Санакулов, Кувондик Санакулович
9. Сафаев, Садык Салихович
10. Садуллаев, Алишер Зафар угли
11. Турдиев, Содикжон
12. Ходжиматов, Минхажидин Мирзажанович
13. Худайбергенов, Турсинхан Айдарович
14. Юлдашев, Бехзод Садыкович

### Республика Каракалпакстан
1. Аннакличева, Гулистан Ахмедовна
2. Атаниязова, Орал Аминовна
3. Данияров, Абатбай Сапарбаевич
4. Камалов, Мурат Каллибекович[4] (Ерниязов, Муса Тажетдинович[1])
5. Матмуратов, Батир Джолдасович
6. Жалменов, Улыкбек Абылаевич[4] (Уснатдинов, Шарап[5])

### Ташкент
1. Артыкходжаев, Джахонгир Абидович
2. Зиё, Азамат Хамид угли
3. Каланов, Рустам Абдухакимович
4. Нарбаева, Танзила Камаловна
5. Сагдуллаев, Шамансур Шахсаидович
6. Ташмухамедова, Дилором Гафурджановна

### Андижанская область
1. Абдурахманов, Шухратбек Кушакбаевич
2. Алимов, Равшанбек Азадбекович
3. Ганиев, Акром Тулкинович
4. Ганиева, Матлуба Махамажановна
5. Иминов, Одилжон Каримович
6. Мадумаров, Толибжон Абдумаликович

### Бухарская область
1. Ачилов, Нурмухамед Нуриллаевич
2. Барноев, Уктам Исаевич
3. Гадоев, Эркин Файзиевич
4. Рахматов, Муртаза Ахмедович
5. Хусейнова, Абира Амановна
6. Чуллиев, Шухрат Аскарович

### Джизакская область
1. Алимова, Халида Рауфовна
2. Мухторова, Назира Абдусаттаровна
3. Пардаев, Нусуратулла
4. Салиев, Эргаш Алибекович
5. Сиддиков, Рискул Эргашбоевич
6. Суярова, Санобар Зарфуллаевна

### Кашкадарьинская область
1. Иркаев, Абдурахим Панджиевич
2. Курбонов, Илхам Узакович
3. Мирзаев, Зоир Тоирович
4. Фозилов, Хуршид Гайратович
5. Шамсиев, Шермат Журакулович
6. Эшматова, Феруза Фарходовна

### Навоийская область
1. Орзиева, Дилбар Адизовна
2. Тулекова, Зиба Толыбековна
3. Турсунов, Кобул Бекназарович
4. Файзиев, Улугбек Ганиевич
5. Ходжаев, Жамшид Бахтиёрович
6. Шарипов, Баходир Мавлонович

### Наманганская область
1. Абдуллаханов, Носирбек Абдурашитович
2. Бозаров, Хайрулло Хайитбаевич
3. Добрых, Анна Константиновна
4. Нажмиддинов, Икромхон Хошимхонович
5. Парпиев, Махмуд Маматович
6. Умаров, Бахтиёр Ганиевич

### Самаркандская область
1. Алимова, Гавхар Зайировна
2. Джалолов, Шавкат Амонович
3. Нормуродов, Хасан Норбекович
4. Тошев, Фармон Исхакович
5. Турдимов, Эркинжон Окбутаевич
6. Халмурадов, Рустам Ибрагимович

### Сырдарьинская область
1. Артукбаева, Хайтхон
2. Бокиев, Фарход Эсанович
3. Мирзаев, Гофуржон Ганиевич
4. Сотиболдиев, Улугбек Норхожаевич
5. Туйчиев, Анвар Мирзаахмедович
6. Уролова, Дилфуза Джумановна

### Сурхандарьинская область
1. Боболов, Тура Абдиевич
2. Бутаева, Бахтигул Абрахматовна
3. Кадиров, Бахадир Тухтаевич
4. Сангинов, Абдугани Абдурахмонович
5. Соатов, Арзикул Чоршанбиевич
6. Тошкулов, Абдукодир Хамидович

### Ташкентская область
1. Бурханов, Кутбидин Нукритдинович
2. Кадирханова, Малика Акбаровна
3. Низамходжаев, Зайниддин Махаматович
4. Тоиров, Махмуджон Тухтаевич
5. Холматов, Рустам Курбонназарович
6. Хурсанов, Абдулло Халмурадович

### Ферганская область
1. Ганиев, Шухрат Мадаминович[6]
2. Махмудова, Робахон Анваровна
3. Муротова, Лола Нематовна
4. Сидикова, Энахон Абдурахимовна
5. Султанов, Иброхим Аширалиевич
6. Холдаров, Топиболди

### Хорезмская область
1. Дурдиева, Гавхар Салаевна
2. Курбанов, Равшанбек Давлетович
3. Садуллаева, Фарахат Аминовна
4. Тажиев, Баходыр Садуллаевич
5. Шарипов, Умарбек Куранбаевич
6. Эрманов, Фарход Уразбаевич